# Masurques op. 33 (Chopin)
Les Masurques op. 33 són un conjunt de quatre peces per a piano sol de Frédéric Chopin, compostes i publicades el 1838. Foren escrites poc després que Chopin compongués la seva famosa Marxa fúnebre (1837), que es diu que és una obra relacionada amb una profunda depressió que va patir després de la seva ruptura amb Maria Wodzinski. La primera de les Masurques op. 33 és, com la Marxa Fúnebre, una creació fosca. L'op. 33, en una visió global, presenta similituds i contrastos.
Les masurques d'un Chopin més madur són més estilitzats que les anteriors i, en molts casos, són el camp de proves per a algunes de les seves idees més experimentals. A diferència d'altres manifestacions de compositors romàntics les Masurques de Chopin no contenen melodies populars reals; ell utilitza els ritmes típics associats amb la música polonesa, fragments de melodies i fórmules rítmiques i cadencials poloneses, i les combina d'una manera original. Alguns autors consideren les masurques de Chopin con les seves obres més originals.

## Núm. 1 en sol sostingut menor

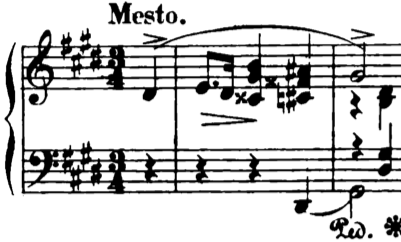
Inici de la Masurca op. 33 núm. 1

La Masurca en sol sostingut menor, op. 33, núm. 1 està composta en una tonalitat fosca i molt poc habitual: sol sostingut menor; tan sols en algun moment modula la una tonalitat de si major, més lluminosa. Es caracteritza per l'aire íntim, discret i la passió continguda (appassionato). Presenta una melodia molt emotiva acompanyada per la mà esquerra amb un patró de vals. L'estat d'ànim canvia al llarg de la peça i amb bons resultats. Aquesta peça íntima a vegades es considera tècnicament de les menys complicades de les masurques de Chopin.

## Núm. 2 en re major

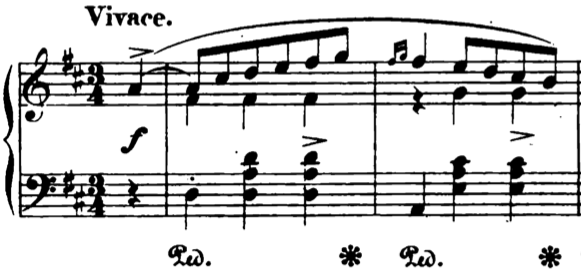
Inici de la Masurca op. 33, núm. 2

La Masurca en re major, op. 33, núm. 2, la segona del conjunt, és una de les masurques més populars i una de les més llargues de Chopin. Comença sense una introducció, amb un tema principal alegre, decorat amb adornaments; en general, té amb un tempo ràpid i amb accents irregulars forts. Després s'introdueix un segon tema i a continuació el tema principal es repeteix per segona vegada.
Aquesta masurca és notable perquè les seves seccions exteriors són completament diatòniques, contribuint a un ambient rústic, mentre que el trio ofereix el tipus de contrast harmònic més habitual en la música europea. Conclou amb una coda separada que introdueix un nou tema; és estrany que Chopin inclogui una coda tan significativa en una masurca, la núm. 2, que no tanca un conjunt publicat. Un interpretació d'aquesta masurca dura al voltant de 3 minuts.

## Núm. 3 en do major

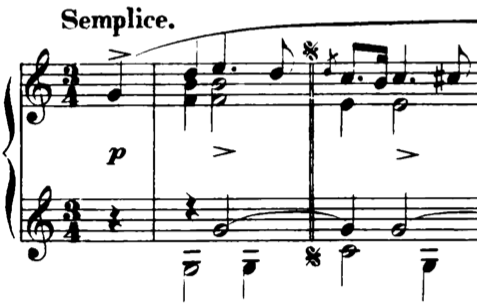
Inici de la Masurca op. 33, núm. 3

La Masurca en do major, op. 33, núm. 3 conté un recordatori de la procedència folklòrica de les masurques. Convida a ballar amb el seu exuberant oberek, abans de retornar al ritme més propi de la masurca.
Aquesta tercera peça té la indicació semplice. És miniatura senzilla i càlida, que mostra un enfocament diferent a l'habitual del gènere masurca. Destaca l'accentuació lleugera de la segona pulsació del compàs, una característica del gènere masurca.

## Núm. 4 en si menor,

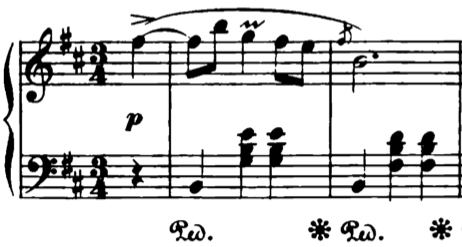
Inici de la Masurca op. 33 núm. 4

La Masurca en si menor,, op. 33, núm. 4, és una de les grans meravelles de Chopin.
La peça està escrita en forma de rondó. La peça comença amb una melodia principal captivadora, decorada amb notes d'adornament i trinats. Aquesta melodia es repeteix un total de vuit vegades al llarg de la peça; entre ella, apareixen diferents melodies, però la melodia principal sempre retorna. El trio en si major, presenta una delicada melodia cromàtica. Chopin utilitza el recurs de la reiteració també en la Masurca op. 33, núm. 2, apareix en el número 4 i és més notable en el final del trio, on hi ha una sola cèl·lula melòdica i rítmica dotze vegades en divuit compassos, sense acompanyament, de manera que la reiteració encara és més destacada. Aquesta masurca és una de les més llargues, amb uns 5 minuts de durada.
| "Masurca en re major, op. 33, núm. 2" |
|                                       |
| Interpretació de Lubka Kolessa        |
|                                       |